# Maik Bullmann
Maik Bullmann (* 25. dubna 1967 Frankfurt nad Odrou, NDR) je německý zápasník, bývalý reprezentant v zápase řecko-římském. Třikrát startoval na olympijských hrách. V roce 1992 na hrách v Barceloně vybojoval v kategorii do 90 kg zlatou a v roce 1996 na hrách v Atlantě vybojoval ve stejné kategorii bronzovou medaili. Jako reprezentant NDR startoval také na hrách v Soulu, kde v kategorii do 82 kg obsadil páté, nepostupové, místo ve skupině B. V roce 1989, 1990 a 1991 vybojoval zlatou medaili na mistrovství světa a v roce 1989 stříbrnou medaili na mistrovství Evropy.